# Afrothreutes
Afrothreutes là một chi bướm đêm thuộc phân họ Tortricinae của họ Tortricidae.

## Các loài
- Afrothreutes madoffei Aarvik, 2004